# Cerăt
Cerăt è un comune della Romania di 4 123 abitanti, ubicato nel distretto di Dolj, nella regione storica dell'Oltenia.
Il comune è formato dall'unione di 2 villaggi: Cerăt e Malaica.